# Facha (Portugal)
Facha es una freguesia portuguesa situada en el municipio de Ponte de Lima. Según el censo de 2021, tiene una población de 1390 habitantes.
Fue villa y sede de concelho hasta el inicio del siglo XX. El municipio se denominaba Santo Estêvão da Facha y estaba constituido por las freguesias de la sede y de Vitorino das Donas. Tenía, en 1801, 1149 habitantes.